# أندرو لورانس (كوميدي ارتجالي)
أندرو لورانس (بالإنجليزية: Andrew Lawrence)‏ هو كوميدي ارتجالي بريطاني، ولد في 17 ديسمبر 1979 في كرويدون في المملكة المتحدة.

## وصلات خارجية
- الموقع الرسمي
- أندرو لورانس على موقع IMDb (الإنجليزية)